# Cricket St Thomas
Pour les articles homonymes, voir Cricket (homonymie).
Cricket St Thomas est une paroisse civile et un village du Somerset, en Angleterre.